# Liste de maîtresses et amants de souverains de Grande-Bretagne
 (décembre 2007).
Si vous disposez d'ouvrages ou d'articles de référence ou si vous connaissez des sites web de qualité traitant du thème abordé ici, merci de compléter l'article en donnant les références utiles à sa vérifiabilité et en les liant à la section « Notes et références ».
Cette liste répertorie des favoris royaux, maîtresses et amants des rois et reines d'Angleterre, d'Écosse et, plus tard, de Grande-Bretagne puis du Royaume-Uni.
Pendant des siècles, les royaumes d'Angleterre et d'Écosse forment deux entités politiques distinctes. L'unification se fait en 1603, lorsque le roi Jacques VI d'Écosse (1566-1625), fils de Marie Stuart, succède à sa cousine la reine Élisabeth Ire d'Angleterre, qui n'a pas de descendance. Il porte alors le nom de Jacques Ier d'Angleterre, d'Écosse et d'Irlande.
Les souverains sont présentés par ordre chronologique.

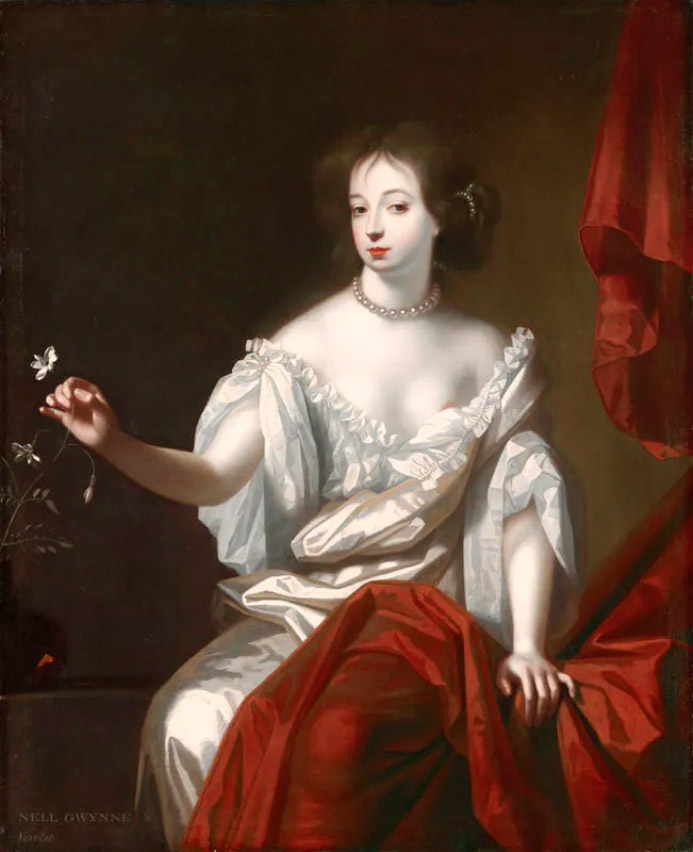
Nell Gwynne par Simon Verelst

## Angleterre

### HenriIer(1068-1135)
- Gieva de Tracy
- Sybilla Corbet d'Alcester (1077-1157), mère de Sibylle de Normandie (1092-1122) et de Réginald de Dunstanville (1110-1175)
- Ansfride (née vers 1070), mère de Richard de Lincoln (1101-1020), de Julienne et de Foulques
- Edith FitzForne (en) (morte en 1129), mère de Robert FitzEdith ou FitzRoy (1093-1172)
- Nest ferch Rhys (1085-1136), mère d'Henri FitzRoy ou Henri fitz Henri († 1157)
- Isabelle de Beaumont (1102-1172), mère d'Isabelle (née vers 1120)

### Henri II(1133-1189)
- Rosemonde Clifford (1140-1176), favorite de 1174 à 1176
- Ida de Tosny, mère de Guillaume de Longue-Épée (1176-1226)
- Adèle de France (1160-1213), fiancée de Richard Cœur de Lion, le roi aurait abusé d'elle lorsqu'elle eût atteint l'âge nubile

### Jean(1166-1216)
- Adela de Warenne, mère de Richard Fitz Roy (1190-1246)

### Édouard II(1284-1327)
- Pierre Gaveston (1283-1312)
- Hugues le Despenser (1288-1326)

### Édouard III(1312-1377)
- Alice Perrers (1348-1400), favorite de 1363 à 1377, mère de John de Southeray (1364-1383)

### Édouard IV(1442-1483)
- Elizabeth Lucy (en), mère d'Arthur Plantagenêt (1461/75-1542)
- Jane Shore (1445-1527), liaison de 1475 à 1483

### Henri VIII(1491-1547)

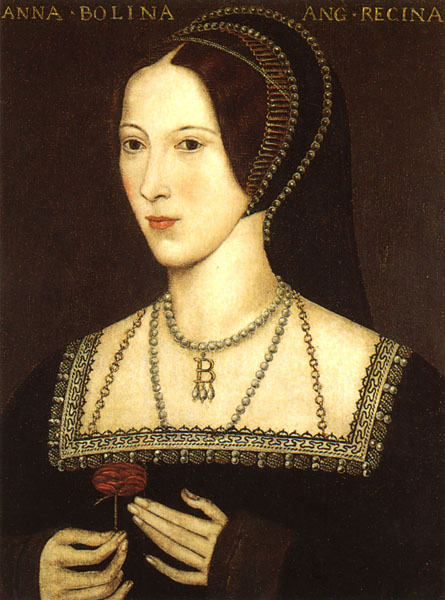
Anne Boleyn

- Anne Stafford (1483-1544), liaison de 1510 à 1513
- Jane Popincourt (?-après 1516), liaison en 1514
- Elizabeth Carew (1500-1546), liaison en 1514
- Elizabeth Blount (1498-1540), liaison de 1514 à 1522, mère d'Henri FitzRoy (1519-1536)
- Mary Boleyn (1499-1543), liaison de 1520 à 1526, après avoir été la maîtresse du roi de France François Ier entre 1514 et 1519
- Anne Boleyn (1500-1536), sœur de la précédente, le roi la courtise à partir de 1525 avant de l'épouser en 1533, reine consort d'Angleterre de 1533 à 1536
- Jane Dobson, mère d'Ethelreda Malte (1527-1559)
- Margaret Shelton (?-1555), liaison en 1535
- Mary Shelton (1518-1560), sœur de la précédente, liaison en 1535
- Anne Bassett (1520-avant 1558), liaison de 1538 à 1539

## Écosse

### David II(1324-1371)
- Agnes Dunbar, liaison de 1369 à 1371

### Robert II(1316-1390)
- Elisabeth Muir (?-1353), liaison à partir de 1336 puis mariage en 1349

### Jacques IV(1473-1513)
- Marion Boyd, mère d'Alexandre Stuart (1493-1513) et de Catherine Stuart (vers 1494-1554)
- Margaret Drummond (en) (1475-1501), liaison de 1495 à 1497
- Janet Kennedy (en) (1480-1545), liaison de 1497 à 1505, mère de James Stuart (1500-1544)
- Isabelle Stuart de Buchan, mère de Jane Stuart (1510-1562), future maîtresse du roi Henri II de France entre 1548 et 1551

### Jacques V(1512-1542)
- Isabel Shaw
- Isabel Carmichael
- Cristina Barclay
- Helen Stewart
- Margaret Erskine (morte en 1572), mère de James Stuart (1531-1570)
- Euphemia Elphinstone (en) (1509-1547), mère de Robert Stuart (1533-1593)
- Elizabeth Bethune (?-après 1544), mère de Jane Stuart (1533-1588)

### Marie Ire(1542-1587)
- James Hepburn (1534-1578), liaison en 1566 puis mariage en 1567

## Grande-Bretagne et Royaume-Uni

### JacquesIer(1566-1625)
- Anne Murray Lyon (1579-1618), liaison de 1593 à 1595

### Charles II(1630-1685)

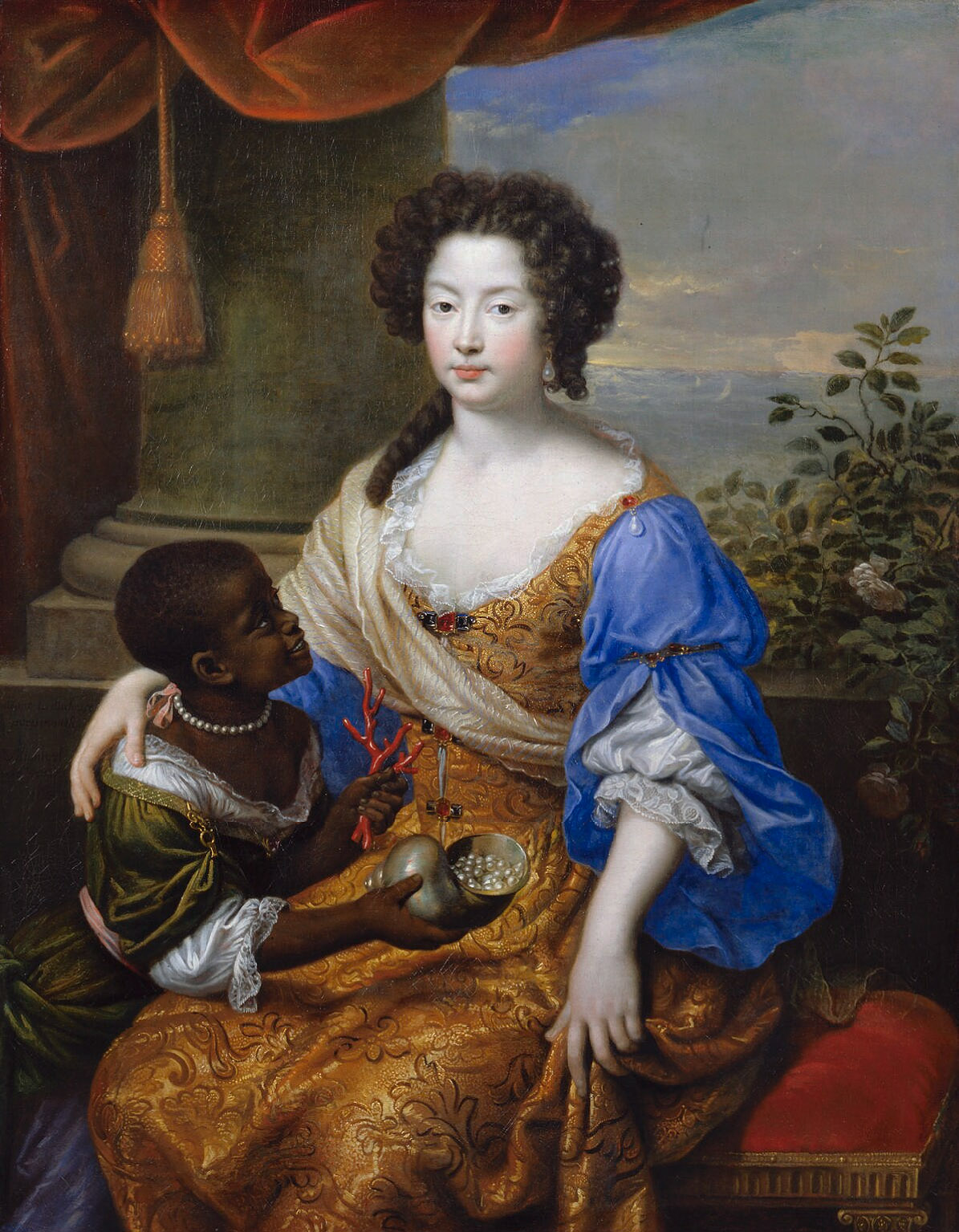
Louise de Keroual par Pierre Mignard

- Lucy Walter (1630-1658), liaison de 1648 à 1651, mère de James Scott (1649-1685)
- Elizabeth Killigrew (1622-1680), mère de Charlotte FitzRoy (1650-1684)
- Catherine Pegge (1635-?), mère de Charles FitzCharles (1657-1680)
- Barbara Palmer (1640-1709), favorite de 1660 à 1671, mère d'Anne Palmer FitzRoy (1661-1722), de Charles FitzRoy (1662-1730), d'Henry FitzRoy (1663-1690), de Charlotte FitzRoy (1664-1717), de George FitzRoy (1665-1716) et de Barbara FitzRoy (1672-1737)
- Winifred Wells (1642-?), liaison de 1662 à 1667
- Mary Bagot (1645-1679), liaison entre 1665 et 1674
- Moll Davis (1648-1708), liaison de 1668 à 1675, mère de Mary Tudor (1673-1726)
- Nell Gwynne (1650-1687), liaison de 1668 à 1685, mère de Charles Beauclerck (1670-1726)
- Louise Renée de Penancoët de Keroual (1649-1734), favorite de 1671 à 1685, mère de Charles Lennox (1672-1723)
- Hortense Mancini (1646-1699) liaison en 1675
- Christabella Wyndham
- Jane Roberts
- Elizabeth Fitzgerald

### Jacques II(1633-1701)
- Anne Hyde (1637-1671), liaison en 1659 avant qu'ils ne se marient l'année suivante
- Arabella Churchill (1648-1730), liaison de 1665 à 1674, mère d'Henrietta FitzJames (1667-1730), de Jacques Fitz-James (1670-1734) et d'Henry FitzJames (1673-1702)
- Catherine Sedley (1657-1717), liaison de 1681 à 1696

### Guillaume III(1650-1702)
- Elizabeth Hamilton (1657-1733), liaison de 1680 à 1695

### GeorgeIer(1660-1727)
- Melusine von der Schulenburg (1667-1743), favorite de 1692 à 1727, elle aurait épousé le roi en secret

### George II(1683-1760)
- Henrietta Howard (1689-1767), liaison de 1714 à 1735
- Amalie von Wallmoden (1704-1765), favorite de 1735 à 1760, mère de Johann Ludwig von Wallmoden-Gimborn (1736-1811)

### George III(1738-1820)
- Hannah Lightfoot (1730-1759), rumeurs de mariage secret de 1754 à 1759

- Sarah Lennox (1745-1826), liaison en 1759

### George IV(1762-1830)
- Mary Robinson (1757-1800), liaison de 1779 à 1781
- Elizabeth Armistead (1750-1842), liaison vers 1781
- Grace Elliott (1754-1823), liaison en 1782
- Maria Anne Fitzherbert (1746-1837), liaison de 1784 à 1811, elle épousa secrètement en 1785 George IV alors prince de Galles, mais le mariage fut jugé illégal et fut annulé
- Anna Maria Crouch (1763-1805), liaison en 1791
- Frances Villiers (1753-1821), liaison de 1793 à 1807
- Isabella Seymour-Conway (en) (1759-1834), liaison de 1807 à 1819
- Elizabeth Conyngham (en) (1769-1861), liaison de 1819 à 1830

### Guillaume IV(1765-1837)

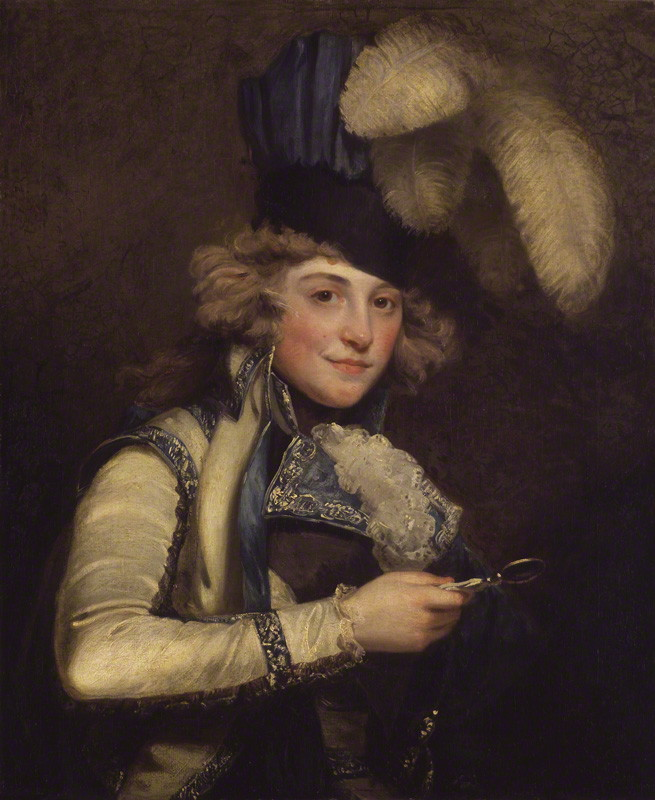
Dorothy Jordan par John Hoppner

- Dorothea Jordan (1761-1816), liaison de 1791 à 1811, mère de George FitzClarence (1794-1842), Sophia FitzClarence (1796-1837), Mary FitzClarence (1798-1864), Frederick FitzClarence (1799-1854), Elizabeth FitzClarence (1801-1856), Adolphus FitzClarence (1802-1856), Augusta FitzClarence (1803-1865), Augustus FitzClarence (1805-1854), et Amelia FitzClarence (1807-1858)

### Édouard VII(1841-1910)
- Nellie Clifden, liaison en 1861
- Susan Vane-Tempest (1839-1875), liaison de 1864 à 1871
- Patsy Cornwallis-West (1856-1920), liaison en 1872
- Hélène Standish (1847-1933), liaison en 1874
- Lillie Langtry (1853-1929), liaison de 1877 à 1880
- Daisy Greville de Warwick (1861-1938), liaison de 1886 à 1896
- Alice Keppel (1868-1947), liaison de 1898 à 1910
- Agnes Keyser (en) (1852-1941), lorsqu'il était prince de Galles jusqu'en 1910
- Sarah Bernhardt (1844-1923), lorsqu'il était prince de Galles
- Lady Randolph Churchill (1854-1921), lorsqu'il était prince de Galles
- Louise Weber (1866-1929), lorsqu'il était prince de Galles
- Hortense Schneider (1833-1920), lorsqu'il était prince de Galles
- Caroline Otero (1868-1965), après son accession au trône

### Édouard VIII(1894-1972)
- Marguerite Alibert (1890-1971), liaison en 1917
- Freda Dudley Ward (1894-1983), liaison de 1918 à 1934
- Thelma Furness (1904-1970), liaison de 1930 à 1934
- Wallis Simpson (1896-1986), liaison de 1934 à 1936, année où Édouard VIII l'épouse, ce qui l'oblige à abdiquer

### Charles III(1948-)
- Camilla Shand (1947-), liaison 1971-2005, lorsqu'il était prince de Galles. Ils se sont mariés en 2005.